# Gelanesaurus
Gelanesaurus is een geslacht van hagedissen uit de familie Gymnophthalmidae.

## Naamgeving en taxonomie
Er zijn twee soorten, inclusief de pas in 2013 wetenschappelijk beschreven soort Gelanesaurus flavogularis. De geslachtsnaam Gelanesaurus verwijst naar de joker-achtige tekening op de voorzijde van de kop. De naam is afgeleid van de Oudgriekse woorden γελανής, 'gelanēs' (lachend of vrolijk) en σαῦρος, 'sauros' (hagedis). Beide soorten behoorden lange tijd tot het geslacht Potamites. De groep werd voor het eerst wetenschappelijk beschreven door Omar Torres-Carvajal, Simón E. Lobos, Pablo J. Venegas, Germán Chávez, Vanessa Aguirre-Peñafiel en Lourdes Y. Echevarria in 2016.

## Verspreidingsgebied
De hagedissen komen voor in delen van Zuid-Amerika en leven endemisch in Ecuador.

## Soortenlijst
| Soorten uit het geslacht Gelanesaurus | Soorten uit het geslacht Gelanesaurus                                        | Soorten uit het geslacht Gelanesaurus |
| ------------------------------------- | ---------------------------------------------------------------------------- | ------------------------------------- |
| Naam                                  | Auteur                                                                       | Verspreidingsgebied                   |
| Gelanesaurus cochranae                | Burt & Burt, 1931                                                            | Ecuador                               |
| Gelanesaurus flavogularis             | Altamirano-Benavides, Zaher, Lobo, Grazziotin, Sales Nunes & Rodrigues, 2013 | Ecuador                               |

Acratosaura · 
Adercosaurus · 
Alexandresaurus · 
Acratosaura · 
Adercosaurus · 
Alexandresaurus · 
Amapasaurus · 
Anadia · 
Andinosaura · 
Anotosaura · 
Arthrosaura · 
Bachia · 
Calyptommatus · 
Caparaonia · 
Cercosaura · 
Colobodactylus · 
Colobosaura · 
Colobosauroides · 
Dryadosaura · 
Echinosaura · 
Ecpleopus · 
Euspondylus · 
Gelanesaurus · 
Gymnophthalmus · 
Heterodactylus · 
Iphisa · 
Kaieteurosaurus · 
Leposoma · 
Loxopholis · 
Macropholidus · 
Marinussaurus · 
Micrablepharus · 
Neusticurus · 
Nothobachia · 
Oreosaurus · 
Pantepuisaurus · 
Petracola · 
Pholidobolus · 
Placosoma · 
Potamites · 
Procellosaurinus · 
Proctoporus · 
Psilops · 
Rhachisaurus · 
Riama · 
Riolama · 
Rondonops · 
Scriptosaura · 
Stenolepis · 
Tretioscincus · 
Vanzosaura